# Chiesa di San Giorgio in Kemonia
La chiesa di San Giorgio in Kemonia oggi altrimenti nota come chiesa di San Giuseppe Cafasso è ubicata nel centro storico di Palermo nel mandamento di Palazzo Reale o Albergaria in Via dei Benedettini.

## Storia

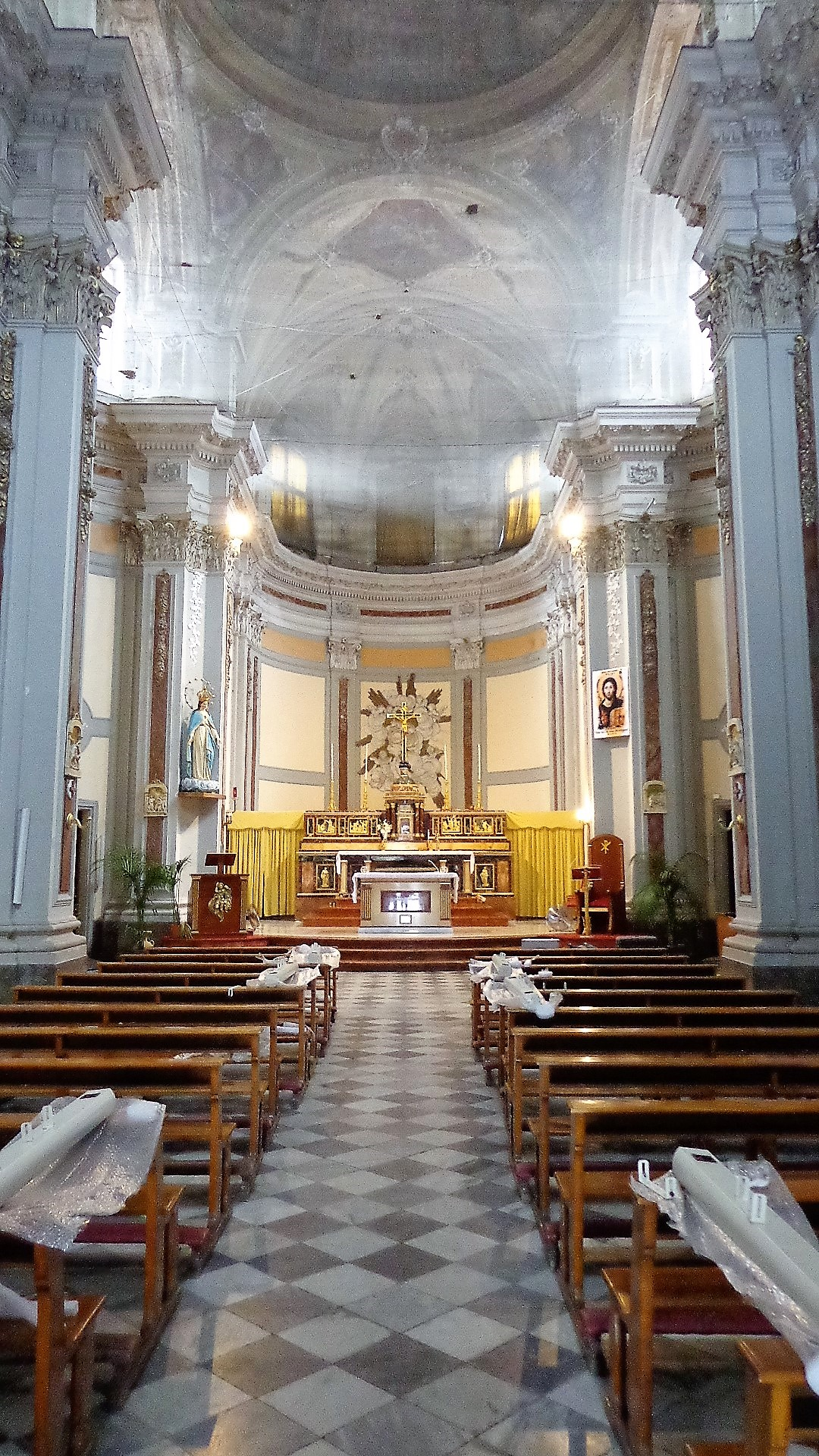
Navata.

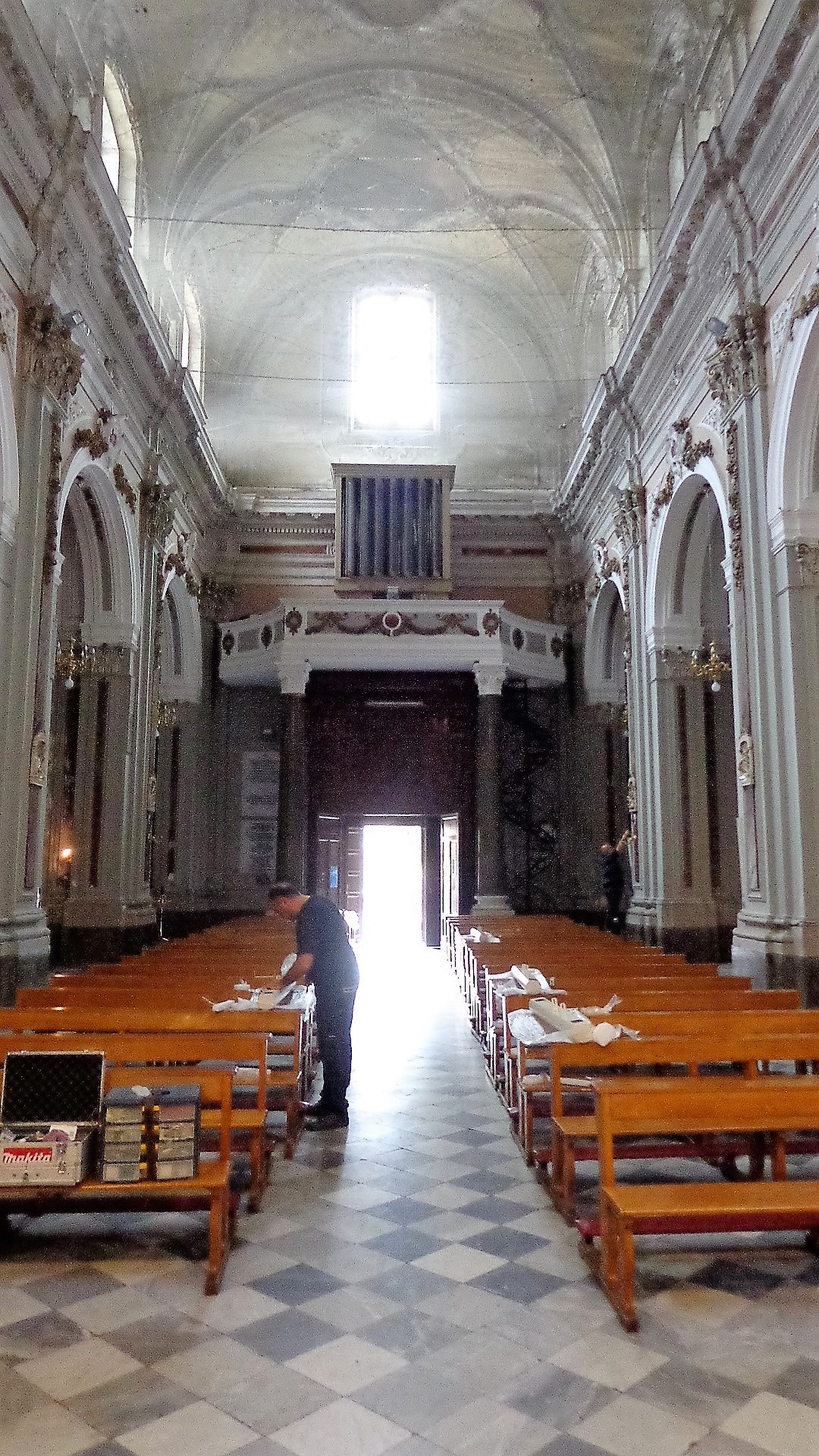
Controfacciata.

### Epoca bizantino-araba
- IV secolo, La tradizione orale e le indagini archeologiche collocano l'edificazione del primitivo luogo di culto al tempo delle persecuzioni cristiane in epoca imperiale.
- 600, Prima documentazione scritta desunta dalla corrispondenza tra Papa Gregorio I e l'abate dell'adiacente monastero di Sant'Ermete.[3]
- ?, Distruzione dell'edificio da parte degli arabi e verosimile conversione dell'area a luogo di culto islamico.[3]

### Epoca normanno-sveva
- 1072 e ss., Ricostruzione del tempio effettuata dagli Altavilla e affidamento ai monaci basiliani di rito greco. La versione più conciliante attribuisce la riedificazione a Roberto il Guiscardo e il restauro al nipote Ruggero II di Sicilia.[3]
- 1140, Con privilegio di Ruggero II è unita alla Cappella Palatina e il recinto scoperto utilizzato come cimitero per i membri della corte.[4]
- 1208, La chiesa e consacrata da Papa Innocenzo III regnante Federico II di Svevia.[4]

### Epoca aragonese-spagnola
- 1307, Federico III d'Aragona provvede al calo del fervore basiliano affidandola all'Ordine cistercense come grancia dell'abbazia di Santa Maria del Parco di Altofonte.[4]
- 1431, Fondazione della Confraternita di San Giorgio in Kemonia.[4]
- 1676, L'abate dell'abbazia d'Altofonte dispone lavori di restauro.[4]

### Epoca borbonica
- 1745, I padri olivetani di Santo Spirito avviano lavori per la costruzione in questa sede del nuovo monastero benedettino dei Bianchi di Monte Oliveto sotto il titolo di «Santa Maria dello Spasimo in San Giorgio in Kemonia», il nome deriva dal monastero di Santa Maria dello Spasimo alla Kalsa.[5]
- 1765, Inizio lavori per la costruzione della nuova chiesa.[6]
- 1769, Demolizione dell'antico luogo di culto. Nella costruzione accanto alla chiesa del monastero e alla confraternita è intronizzata la statua equestre di San Giorgio.[6]

### Epoca contemporanea
- 1950c., Il cardinale Ernesto Ruffini, sensibile alla causa delle recluse nell'adiacente Carcere delle Benedettine, dedica il tempio a San Giuseppe Cafasso, patrono dei carcerati.

## Prospetto

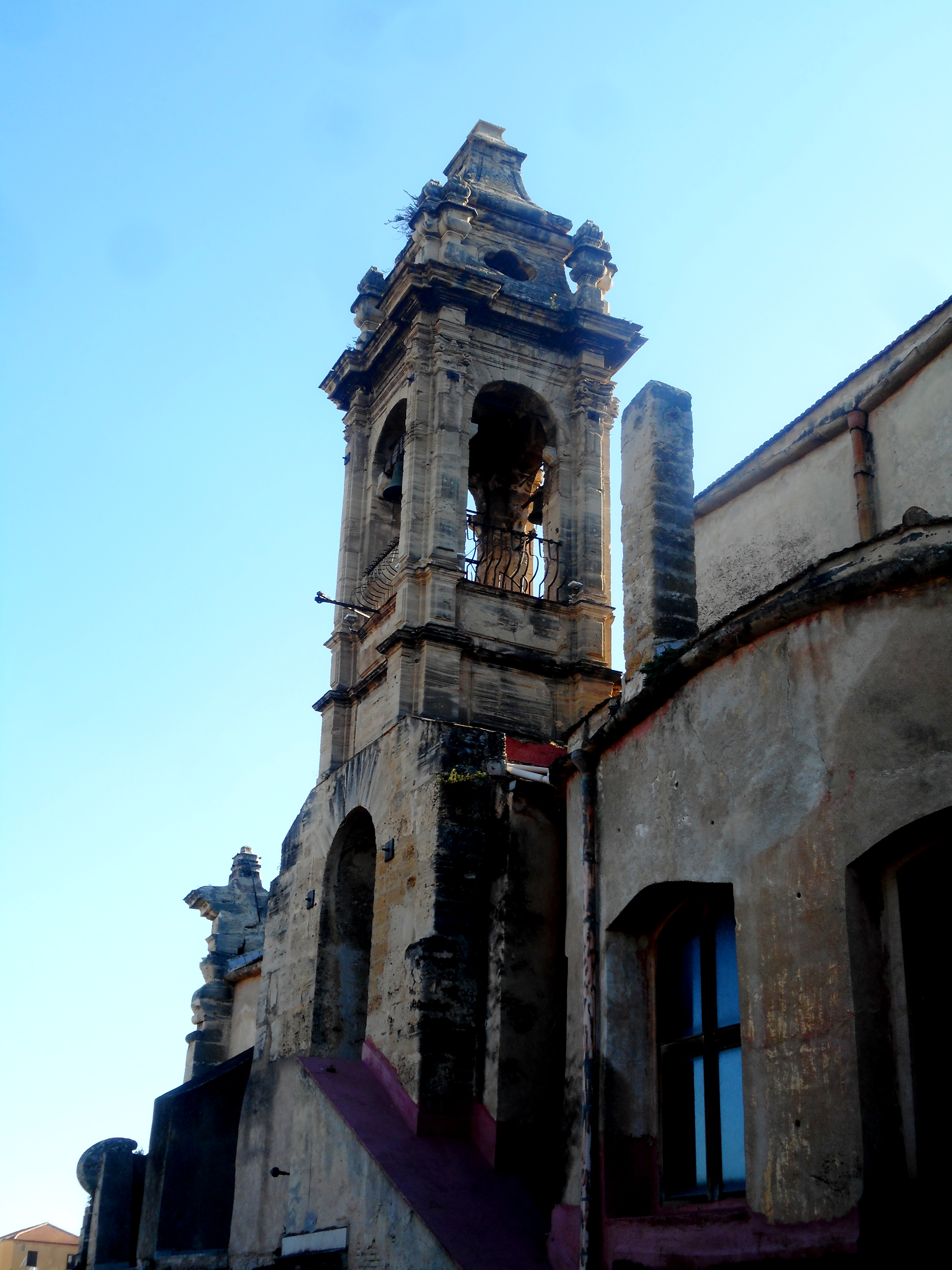

Una breve gradinata attraverso una cancellata conduce all'ingresso del tempio. L'asse dell'attuale edificio è ribaltato. Il prospetto del primitivo edificio era rivolto a occidente, oggi si affaccia a oriente su via dei Benedettini ed è ripartito in due ordini. Tre coppie di paraste articolano il primo ordine, il portale è delimitato da colonne sormontate da timpano ad archi sovrapposti prospetticamente spezzato. L'ingresso è sormontato da timpano triangolare.
Al secondo ordine le coppie di paraste di riducono a due e delimitano un finestrone centrale, volute con riccioli terminali raccordano i due livelli. Chiude la prospettiva una coppia di volute con stele intermedia sormontata da croce.
Sul fianco destro, in posizione arretrata, si erge un vezzoso campanile dalla cui sommità, è possibile godere di uno dei panorami più belli della città.

## Interno
Esterno in stile barocco, l'interno in stile neoclassico, le decorazioni in stile rococò costituite da stucchi attribuiti a Giovanni Maria Serpotta.
Nella controfacciata due colonne ai lati dell'ingresso reggono il palchetto del coro con l'organo.
Impianto a croce latina a navata unica, sei cappelle laterali e due negli emicicli del transetto. La volta reca dipinta in trompe-l'œil una falsa cupola. Sul soffitto della navata è presente un affresco settecentesco di Giuseppe Tresca raffigurante La Santa Vergine dona lo scapolare a San Benedetto.
Nel 1745 - 1747 con l'ulteriore trasferimento della Congregazione olivetana, della primitiva Cappella Ansaloni di Antonello Gagini e bottega del 1528, solo custodia e la statua di Santa Maria del Riposo trovano una nuova collocazione. Per questo tempio è realizzata una copia del simulacro mentre l'originale e la custodia sono trasferiti nella Galleria regionale della Sicilia di Palazzo Abatellis.

### Navata destra
- Prima campata: Cappella della Sacra Famiglia.[8] La grotta ricavata sotto la mensa ospita la statua di Santa Rosalia.
- Seconda campata: Cappella di San Giorgio. Sull'altare è collocato il quadro di San Giorgio, opera di Giuseppe Tresca.[8] Sotto la mensa è presente una teca con la raffigurazione del Cristo morto. Nella cappella staziona la vara del Crocifisso.
- Terza campata: Cappella del Santissimo Crocifisso. Sull'altare Crocifisso del XVII secolo collocato su reliquiario intagliato da Giuseppe Marabitti.[8]

### Navata sinistra
- Prima campata: Cappella di Santa Francesca Romana. L'altare custodisce il dipinto Santa Francesca Romana porge il Bambino alla Madonna raffigurante Santa Francesca Romana oblata Olivetana e la Vergine Maria, opera di Giuseppe Tresca.[8] Fonte battesimale.
- Seconda campata: Cappella della Madonna Addolorata primitiva Cappella dell'Immacolata Concezione. Sull'altare in marmi mischi è custodito il simulacro della Madonna Addolorata. Sulla parete destra è incastonato il cenotafio in memoria di Rosalia Colonna di Ventimiglia. Gaspare Palermo documenta un quadro raffigurante San Bernardo Tolomei senese fondatore della Congregazione Olivetana.[8]
- Terza campata, Cappella di San Benedetto. Sull'altare è documentato il dipinto di San Benedetto raffigurante il fondatore dell'Ordine benedettino nell'atto di ricevere la veste, accompagnato dai discepoli, opera di Giuseppe Velazquez.[2][8]

### Presbiterio
- Pseudotransetto: 
  - Emiciclo destro: Cappella dello Spasimo. Alla parete è collocata una copia dello Spasimo di Sicilia ispirata all'originale di Raffaello Sanzio.[8]
  - Emiciclo sinistro: Cappella del Sacro Cuore.
- Altare maggiore: 
  - L'altare maggiore è decorato con bassorilievi dorati recanti scene bibliche. Il tabernacolo è realizzato in marmi mischi.

Sulle pareti laterali dell'abside due ovali con tele di Giuseppe Tresca. Sulla parete del catino absidale è riprodotto su raggiera l'Agnus Dei adagiato su nembi e circondato putti osannanti.

## Sacrestia
In sacrestia è documentato il sepolcro del presidente della regia corte di giustizia Carlo Onofrio Buglio opera di Lorenzo Marabitti.
- Deposizione, dipinto di Pietro Novelli.[9]
- Maria Vergine, dipinto collocato sull'altare del locale.

## Monastero benedettino dei Bianchi di Monte Oliveto
- 1747, Monastero benedettino dei Bianchi di Monte Oliveto sotto il titolo di «Santa Maria dello Spasimo in San Giorgio in Kemonia».[2]

Il magnifico scalone in marmo rosso è progettato dal sacerdote e architetto del Senato Palermitano Nicolò Palma nipote del domenicano Andrea Palma.
Il soffitto dello scalone è impreziosito dal bellissimo affresco settecentesco Trionfo dell'Ordine raffigurante i Benedettini bianchi tra schiere d'angeli che ascendono al Cielo ove sono accolti da Gesù e Maria.
- XXI secolo, Il monastero è ristrutturato da poco. In epoca successiva al 1866, dopo l'emanazione delle leggi eversive e la confisca dei beni, l'edificio è stato adibito ad alloggi per truppe militari, destinazione d'uso che conserva tuttora.

## Carcere delle benedettine
L'ex Carcere delle Benedettine è ubicato dirimpetto alla chiesa di San Giorgio, chiuso da trent'anni e si presenta oggi in avanzato stato di degrado.
Sul portale d'ingresso una targa marmorea recita "CASA D'ISTRUZIONE ED EMENDA DIRETTA DALLE SUORE DEL BUON PASTORE".

## Cimitero
Come per l'attigua chiesa di San Giovanni degli Eremiti, il recinto scoperto del luogo sacro in epoca normanna era utilizzato come cimitero per i membri di corte del Palazzo reale.

## Moschea
Similmente all'attigua chiesa di San Giovanni degli Eremiti, la costruzione edificata in epoca araba era stata convertita in moschea.

## Galleria d'immagini

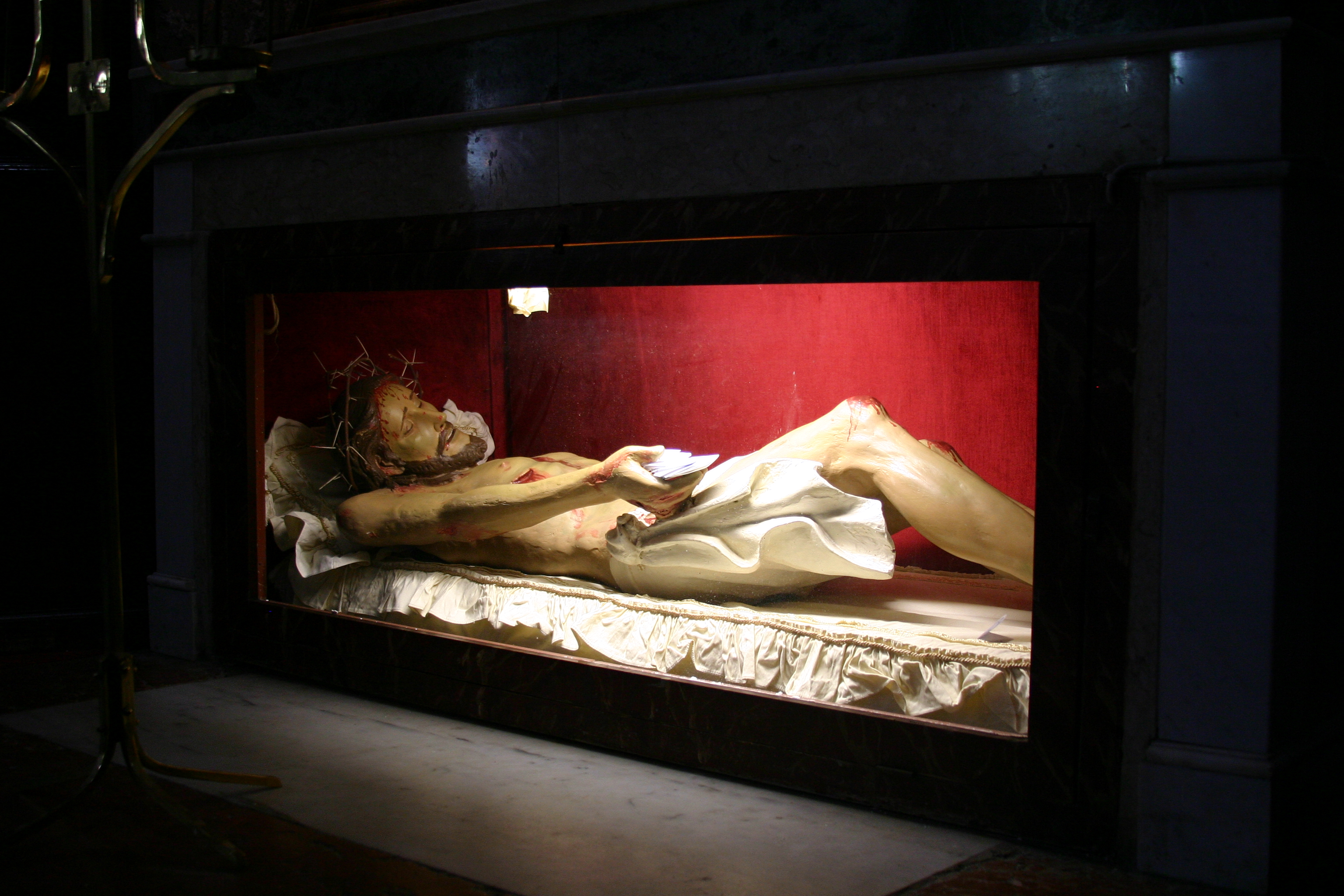
Cristo Morto.
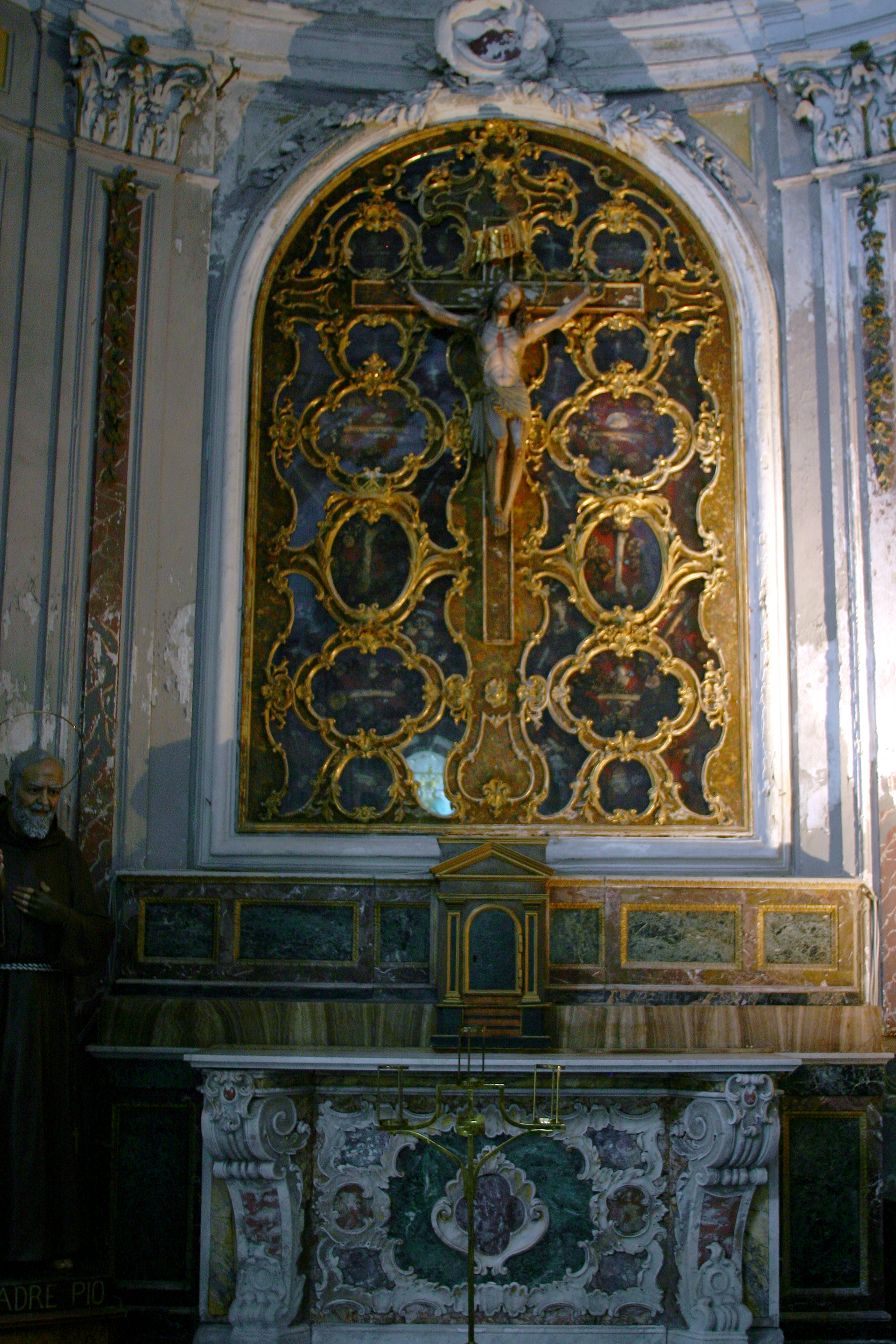
Cappella del Santissimo Crocifisso.
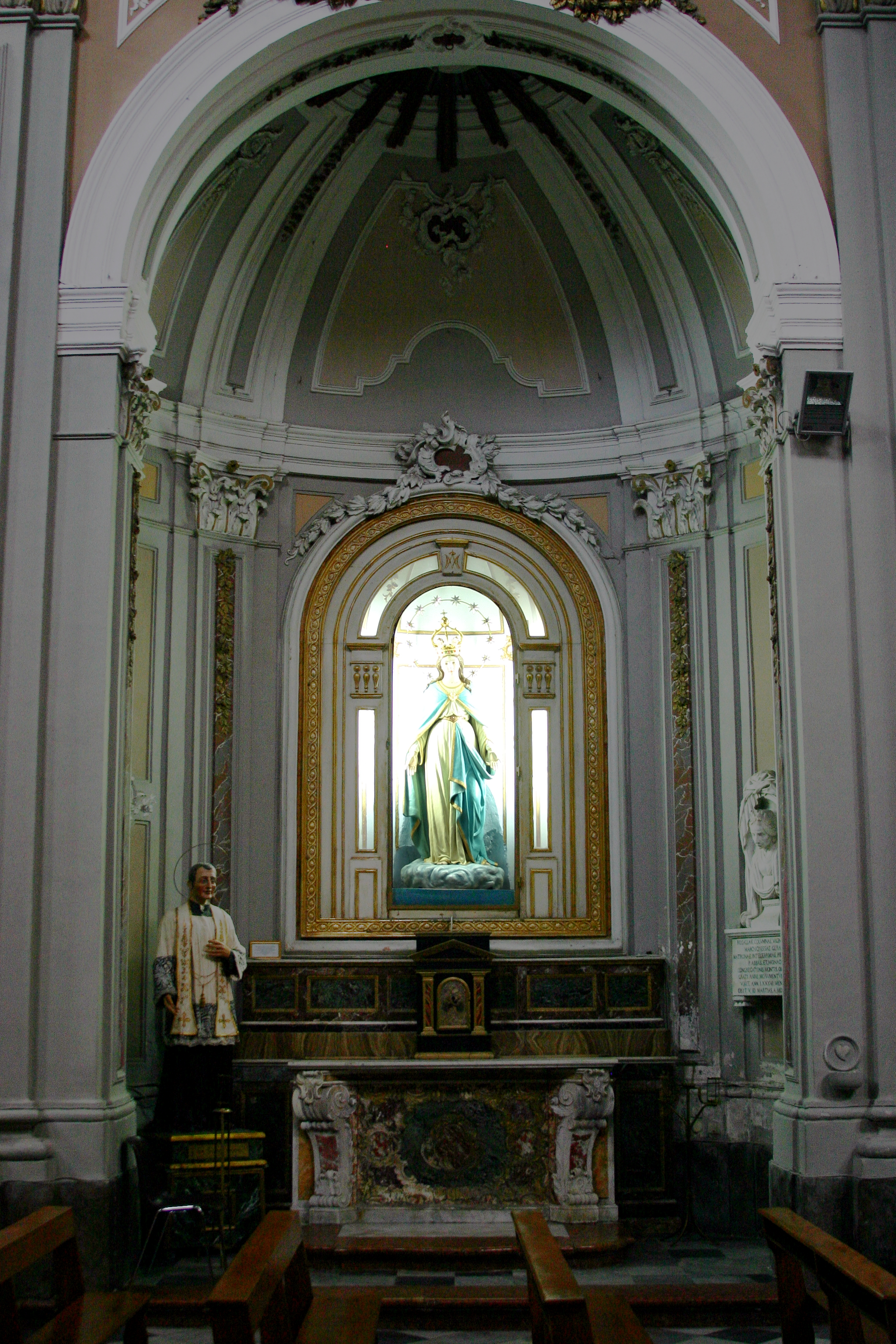
Cappella dell'Immacolata Concezione.
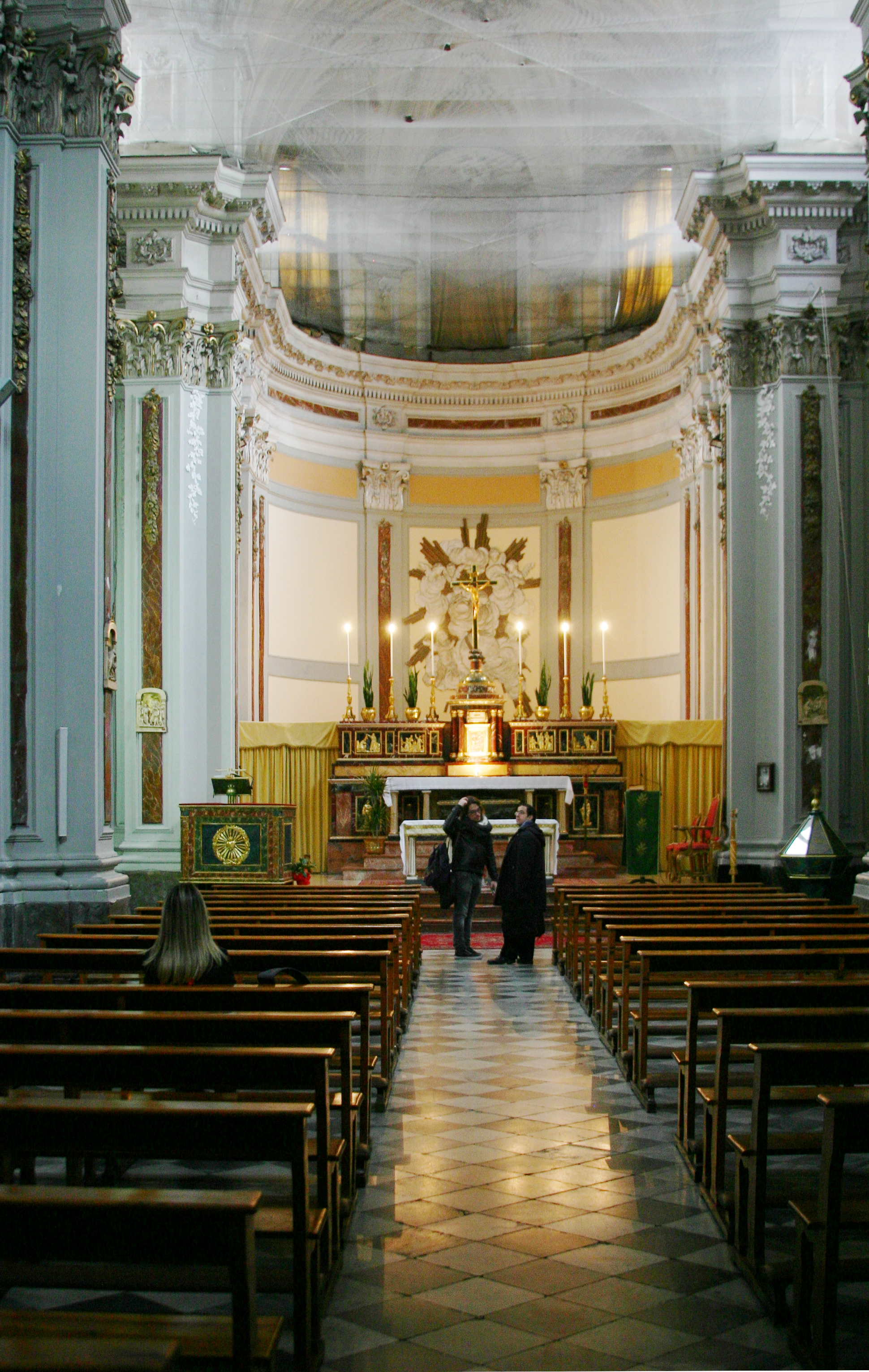
Navata e abside.
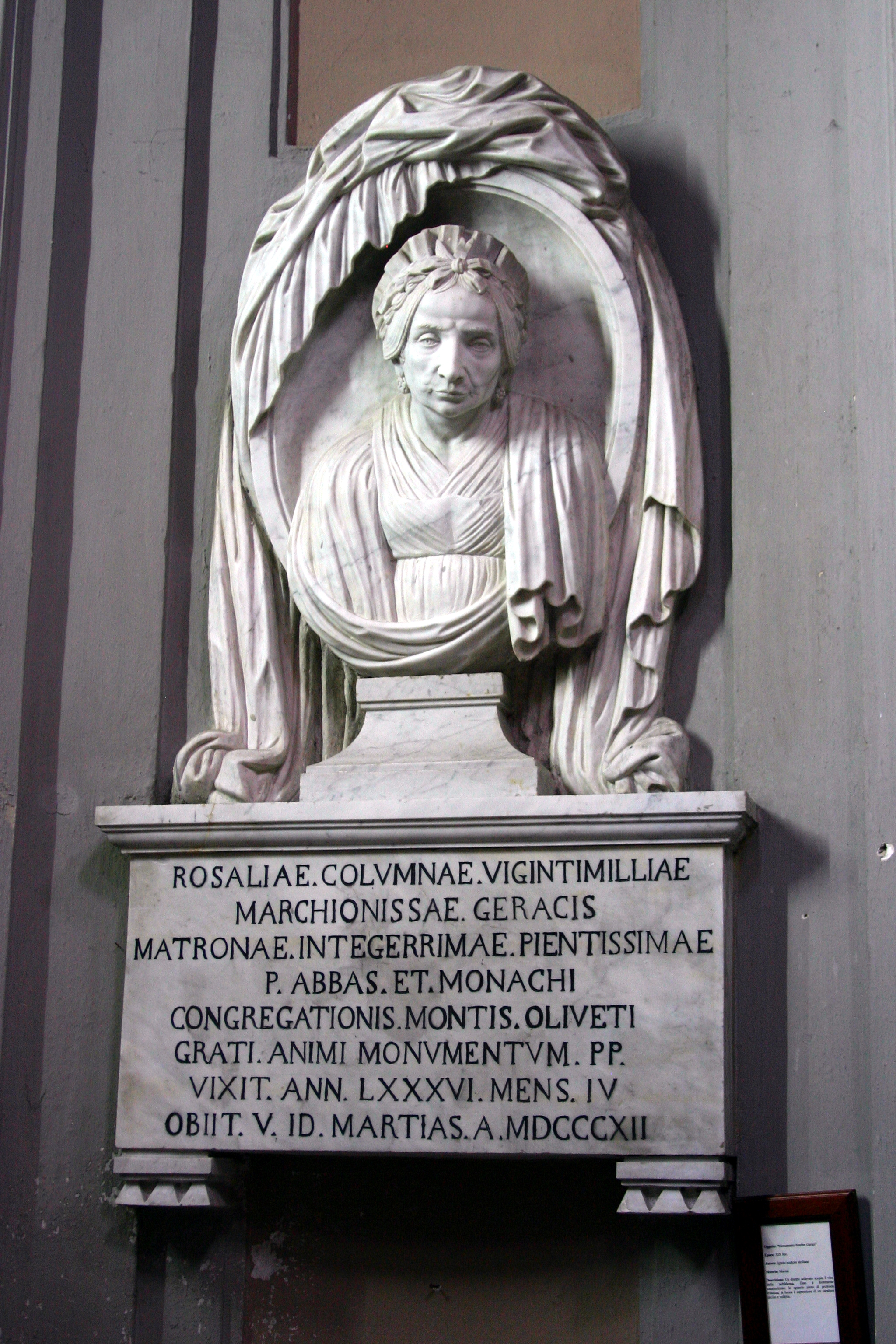
Sepoltura di Rosalia Ventimiglia.
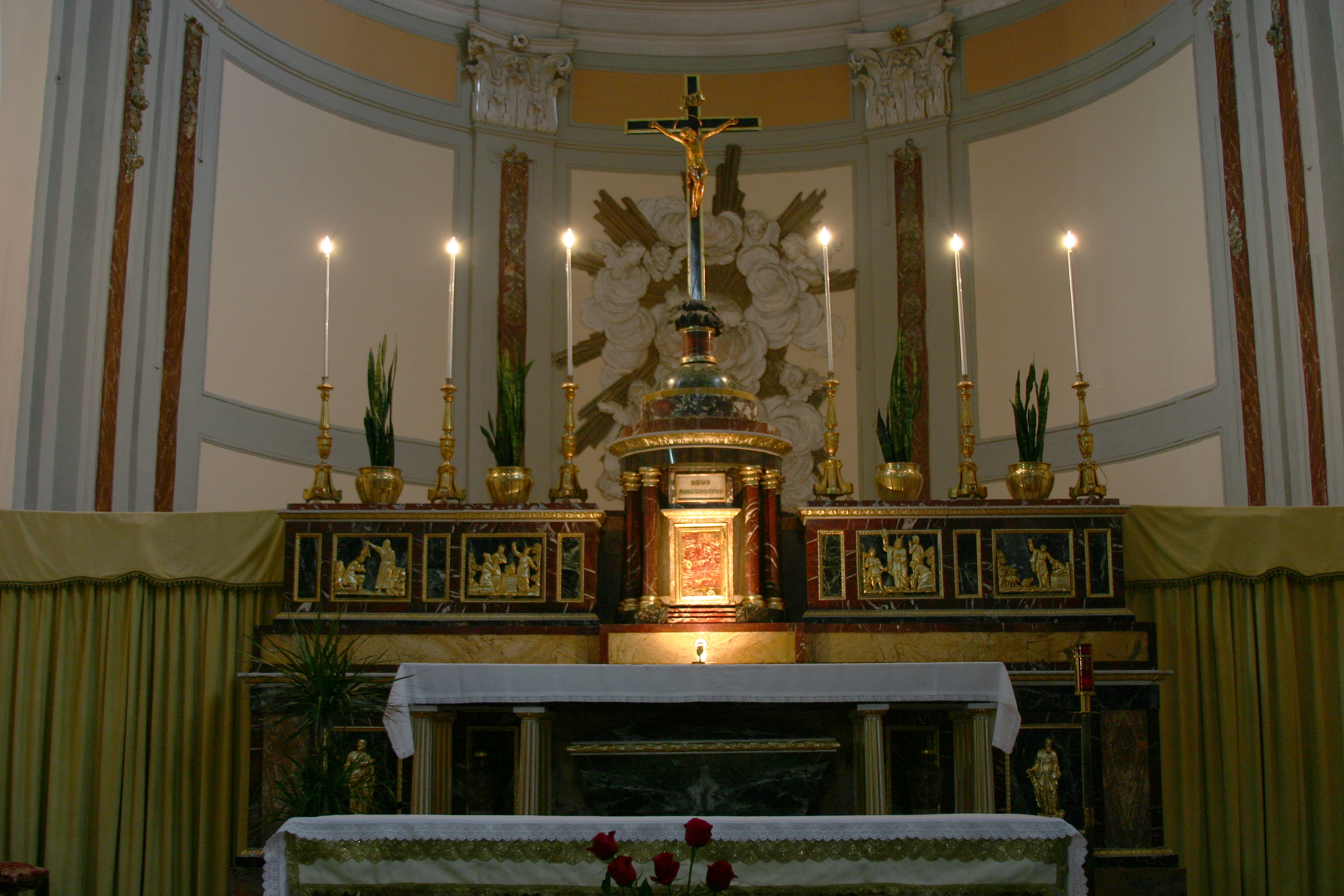
Altare maggiore.
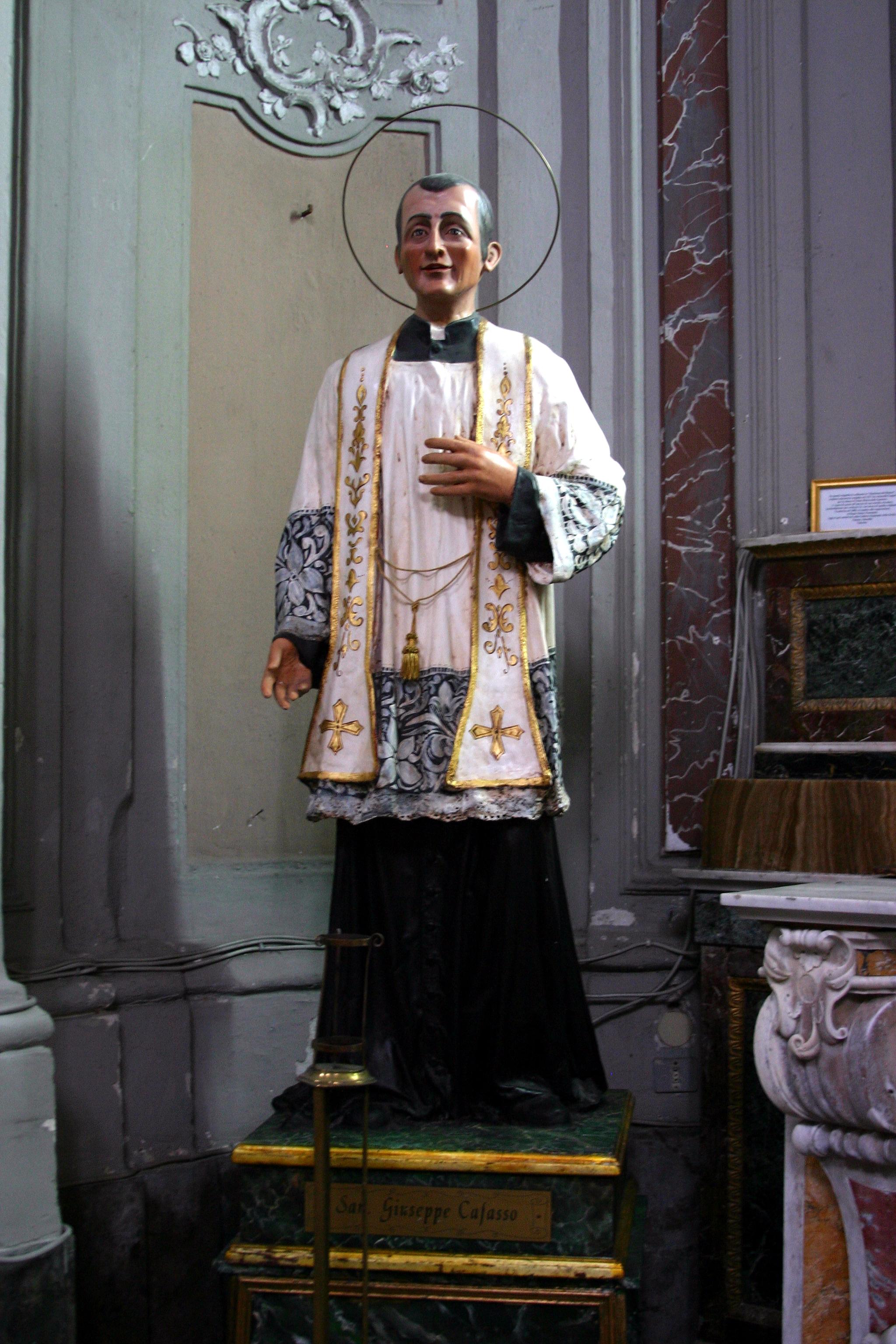
Simulacro titolare.
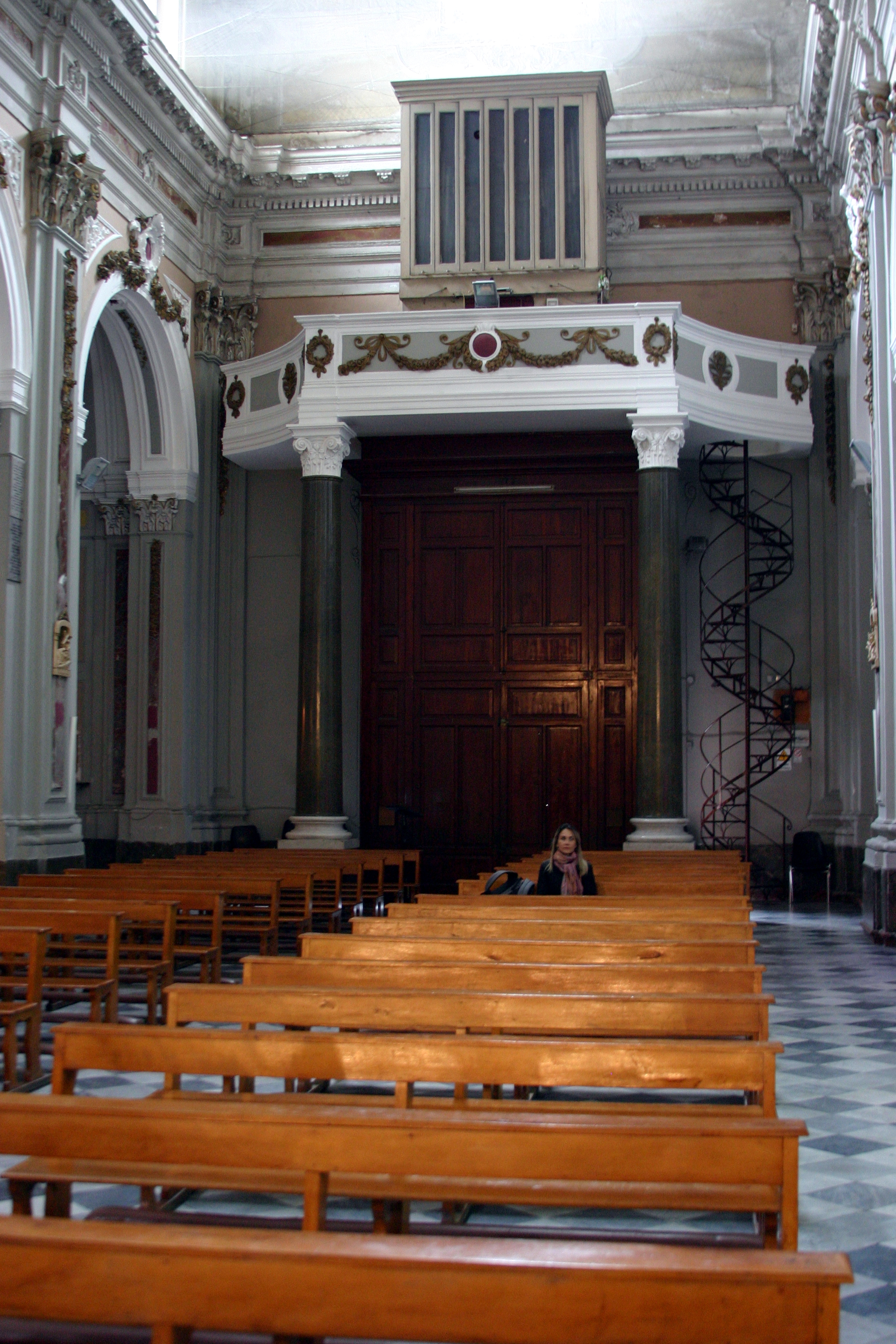
Controfacciata e organo.